# Rhaphuma sharmai
Rhaphuma sharmai là một loài bọ cánh cứng trong họ Cerambycidae.